# Ábáde
Ábáde (persky آباده‎) je město v provincii Fárs v Íránu. Leží zhruba na půl cesty mezi Isfahánem a Šírázem a vede přes něj silnice i železnice spojující tato města. V roce 2009 v něm žilo bezmála šedesát tisíc obyvatel.
Ábáde je proslulé řezbářstvím, zejména z hrušňového a zimostrázového dřeva. Dalšími místními výrobky jsou ricinový a sezamový olej.